# Angela Cian
Angela Cian, conosciuta anche come Angelina Cian, da sposata come Angela Cian Bovo (Venezia, 22 settembre 1886 – Oakland, 1972) è stata una modella italiana, nota per aver posato all'età di undici anni con in braccio il fratellino Giovanni, addormentato, nel quadro del pittore Roberto Ferruzzi conosciuto come La Madonnina.

## Biografia
Secondogenita dei quindici figli di Stefano Cian e Giuseppina Contarini, Angela Cian era veneziana. Nel 1896 il pittore italiano Roberto Ferruzzi, nato e proveniente da Sebenico ma spesso residente a Venezia, ne fece la modella per il suo quadro intitolato Maternità o Zingarella, in cui la ragazza posò con in braccio il fratellino Giovanni.

La Madonnina di Roberto Ferruzzi, 1897.

Presentato alla Biennale di Venezia del 1897, dove risultò vincitore, il quadro venne ribattezzato, forse dall'autore stesso, con il titolo de La Madonnina, riscuotendo un enorme successo e fu venduto per somme molto elevate per l'epoca.
Angelina, dopo quell'esperienza, non avrebbe più posato come modella. Nel 1906 sposò a Venezia il concittadino Antonio Bovo, con il quale, l'anno stesso del matrimonio, emigrò negli Stati Uniti e si stabilì a Oakland, in California. Nel 1929, a soli 42 anni, Antonio morì di influenza, lasciando Angela in una situazione economica estremamente difficile, con dieci figli da sfamare nel pieno della Grande depressione. Le difficoltà incontrate e la scarsa conoscenza della lingua inglese le procurarono una forte instabilità psichica, che la debilitò gravemente, portandola a finire i suoi giorni in un ospedale psichiatrico, dove morì nel 1972. Dopo il ricovero, i suoi figli furono divisi tra orfanotrofi e case famiglia, ma rimasero in contatto tra loro.
Angela Cian non raccontò mai ai figli di aver posato per un quadro. Una delle figlie di Angela, suor Angela Maria Bovo, al secolo Mary (1920-2014), quarta dei suoi dieci figli, ne venne a conoscenza solo diversi anni dopo la morte della madre, nel 1984, dopo essersi rimessa in contatto con le sorelle veneziane della madre superstiti e a seguito di ricerche e consultazioni di documenti anagrafici reperiti nella città lagunare e degli archivi custoditi dagli eredi del pittore Ferruzzi.